# Bistum Lucera-Troia
Das Bistum Lucera-Troia (lateinisch Dioecesis Lucerina-Troiana, italienisch Diocesi di Lucera-Troia) ist eine in Italien gelegene römisch-katholische Diözese mit Sitz in Lucera.

## Geschichte

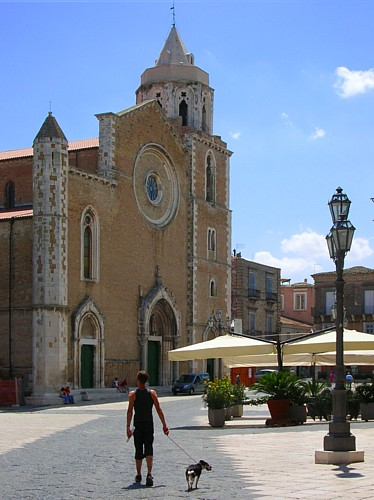
Kathedrale Santa Maria Assunta in Lucera

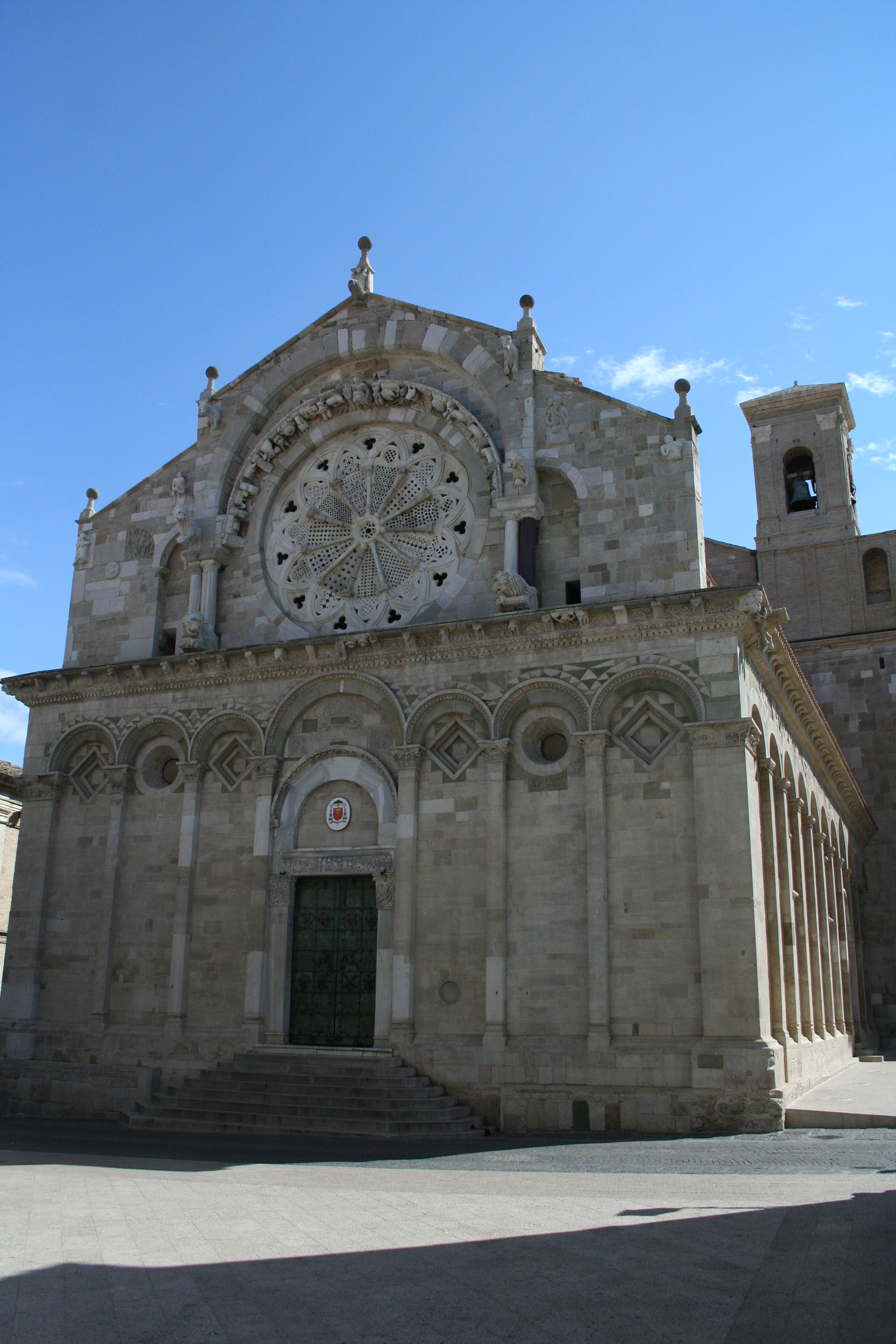
Konkathedrale Santa Maria Assunta in Troia

Das Bistum Lucera-Troia wurde im 4. Jahrhundert als Bistum Lucera errichtet und dem Erzbistum Benevent als Suffraganbistum unterstellt. 1391 wurde dem Bistum Lucera das Territorium des aufgelösten Bistums Fiorentino angegliedert. Dem Bistum Lucera wurde 1409 das Territorium des aufgelösten Bistums Tortiboli angegliedert. 1439 erfolgte die Angliederung des Territoriums des aufgelösten Bistums Civitate. Das Bistum Lucera gab 1478 Teile seines Territoriums zur Wiedererrichtung des Bistums Civitate ab. Am 27. Juni 1818 wurde dem Bistum Lucera das Territorium des aufgelösten Bistums Vulturara angegliedert.
Das Bistum Lucera wurde am 30. April 1979 dem Erzbistum Foggia als Suffraganbistum unterstellt. Am 30. September 1986 wurde dem Bistum Lucera das Bistum Troia angegliedert.